# Film in 1958
Dit artikel gaat over de film in het jaar 1958.

## Lijst van films
- The 7th Voyage of Sinbad
- Ansiktet
- Ascenseur pour l'échafaud
- Attack of the 50 Foot Woman
- Auntie Mame
- Bell, Book and Candle
- The Big Country
- Les Bijoutiers du clair de lune
- The Blob
- The Buccaneer
- Cat on a Hot Tin Roof
- A Certain Smile
- Cowboy
- Daddy-O
- Damn Yankees
- The Defiant Ones
- Dorp aan de rivier
- Dracula
- Earth vs. the Spider
- En cas de malheur
- Enchanted Island
- Fanfare
- Le fatiche di Ercole
- The Fly
- From the Earth to the Moon
- Het geluk komt morgen
- La Gerusalemme liberata
- Gigi
- Glas
- Goha
- Houseboat
- I Want to Live!
- The Inn of the Sixth Happiness
- Jenny
- King Creole
- Kings Go Forth
- The Lady Takes a Flyer
- Mädchen in Uniform
- Mardi Gras
- Me and the Colonel
- Mon oncle
- Ni vu, ni connu
- Nieuwe avonturen van Dik Trom
- Night of the Blood Beast
- A Night to Remember
- No Time for Sergeants
- The Old Man and the Sea
- Queen of Outer Space
- The Quiet American
- The Screaming Skull
- Rally 'Round the Flag, Boys!
- Separate Tables
- The Sheepman
- The Sign of Zorro
- I soliti ignoti
- Some Came Running
- Le sourire
- South Pacific
- The Space Children
- Taxi, Roulotte et Corrida
- Teacher's Pet
- Teenage Cave Man
- Terror from the Year 5000
- The Thing That Couldn't Die
- A Time to Love and a Time to Die
- Touch of Evil
- The Trollenberg Terror
- De verborgen vesting
- Vertigo
- La vie à deux
- The Vikings
- Vrijgezel met 40 kinderen
- War of the Colossal Beast
- White Wilderness
- The Young Lions

1870-1879 · 1880-1889 · 1890 · 1891 · 1892 · 1893 · 1894 · 1895 · 1896 · 1897 · 1898 · 1899 · 1900 · 1901 · 1902 · 1903 · 1904 · 1905 · 1906 · 1907 · 1908 · 1909 · 1910 · 1911 · 1912 · 1913 · 1914 · 1915 · 1916 · 1917 · 1918 · 1919 · 1920 · 1921 · 1922 · 1923 · 1924 · 1925 · 1926 · 1927 · 1928 · 1929 · 1930 · 1931 · 1932 · 1933 · 1934 · 1935 · 1936 · 1937 · 1938 · 1939 · 1940 · 1941 · 1942 · 1943 · 1944 · 1945 · 1946 · 1947 · 1948 · 1949 · 1950 · 1951 · 1952 · 1953 · 1954 · 1955 · 1956 · 1957 · 1958 · 1959 · 1960 · 1961 · 1962 · 1963 · 1964 · 1965 · 1966 · 1967 · 1968 · 1969 · 1970 · 1971 · 1972 · 1973 · 1974 · 1975 · 1976 · 1977 · 1978 · 1979 · 1980 · 1981 · 1982 · 1983 · 1984 · 1985 · 1986 · 1987 · 1988 · 1989 · 1990 · 1991 · 1992 · 1993 · 1994 · 1995 · 1996 · 1997 · 1998 · 1999 · 2000 · 2001 · 2002 · 2003 · 2004 · 2005 · 2006 · 2007 · 2008 · 2009 · 2010 · 2011 · 2012 · 2013 · 2014 · 2015 · 2016 · 2017 · 2018 · 2019 · 2020 · 2021 · 2022 · 2023 · 2024 · 2025